# Tetis (filla de Gea)

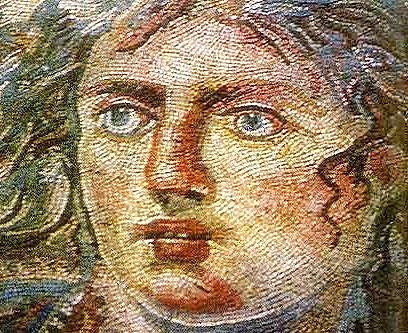
Tetis la deessa primordial de l'època dels titans era la mare de la qual fluïen les aigües dels principals rius del món conegut dels grecs: el Nil, l'Alfeu, el Meandre. Mosaic del segle IV trobat a Philipopolis (actual Chahba, Síria).

|  | Aquest article parla sobre la deessa titànide. Per a altres usos vegeu Tetis |

Tetis o Tetís (en grec Τηθύς Têthýs) segons la mitologia grega, era la més jove de les titànides i la mare de tots els déus fluvials. En la literatura sovint s'ha confós amb la nereida Tetis (mare d'Aquil·les), de nom idèntic en català.

## Mitologia
Tetis era una deessa filla d'Úranos (el pare Cel primordial) i Gea (la mare Terra), juntament amb les seves cinc germanes formava el grup de les Titànides. Anàlogament, els seus 6 germans formaven el grup dels Titans.
Tetis es va unir al seu germà Oceà i van tenir les tres mil oceànides (o nimfes del mar) i totes les divinitats fluvials, els rius del món, així com les fonts i llacs.
Va ser dida d'Hera durant la Titanomàquia que va enfrontar els titans amb els olímpics. Aquesta li va explicar que no estava satisfeta amb Cal·listo i el seu fill Arcas, aleshores Tetis els va condemnar a no poder baixar mai del cel i els va convertir en les constel·lacions Ossa Major i la Menor. Des d'aquell moment, donen voltes i serveixen com a punt d'orientació.
A vegades, fins i tot en època clàssica, se l'ha confós amb una altra deessa del mar, la nimfa també anomenada Tetis. Aquesta nimfa era esposa de Peleu i mare d'Aquil·les. Alguns mites impliquen una segona generació d'aquesta Tetis en els quals apareix com a àvia d'algun personatge.

## Culte
Tot i aparèixer en la literatura mitològica grega, no s'han trobat proves del seu culte. Burket creu que, si mai va tenir culte, devia ser tan antic que potser va ser substituït per altres divinitats; per arribar a aquesta afirmació es basa en l'episodi de la Ilíada conegut com "La decepció de Zeus", en què gairebé no té intervenció. Segons aquest autor el nom podria ser una transformació de Tiamtu, una deessa de la regió de l'Arcàdia també anomenada Tâmtu, paraula que també vol dir «el mar», probablement amb el mateix origen que la deessa mesopotàmica Tiamat. Una altra possibilitat seria que tingués relació amb el terme del grec antic ἡ τήθη (têthe, «dona d'edat avançada») i llavors seria la deessa mare o deessa àvia, cosa que coincideix amb diversos relats que la descriuen com una dona molt gran.
Segons Robert Graves la paraula "nodrir", en grec antic ἡ τίτθη (tîtthe) és l'arrel que identifica diverses deesses de temps antics d'importància capital, en Tetis es pot notar a través del mite d'Hera de la qual va ser dida.

## Iconografia
De vegades és representada en forma de dona vella, de vegades no tan gran, però amb ales o envoltada d'aigua. Una de les poques representacions que queden de Tetis i que s'ha pogut identificar amb certesa gràcies a una inscripció adjunta és el mosaic del segle IV trobat en unes termes d'Antioquia. Aquest mosaic va ser traslladat als Estats Units d'Amèrica i estava dins l'edifici Dumbarton Oaks, després es va portar a la Harvard Business School de Boston, Massachusetts.